# Oxira clausa
Oxira clausa là một loài bướm đêm trong họ Noctuidae.